# Carlos Contreras
Carlos Contreras Guillaume (født 7. oktober 1938 i Santiago, Chile, død 17. april 2020) var en chilensk fodboldspiller (forsvarer).
Contreras spillede hele sin karriere (1958-1973) i hjemlandet, hvor han primært var tilknyttet Santiago-storklubben Universidad de Chile. Her spillede han i 11 sæsoner, og var med til at vinde hele seks chilenske mesterskaber.
Contreras spillede desuden 30 kampe for det chilenske landshold. Han var en del af det chilenske hold, der vandt bronze ved VM i 1962 på hjemmebane. Her spillede han fem af holdets seks kampe i turneringen, inklusive semifinalenederlaget mod de senere mestre fra Brasilien.

## Titler
Primera División de Chile
- 1959, 1962, 1964, 1965, 1967 og 1969 med Universidad de Chile